# Liste der Baudenkmäler in Burglauer
Auf dieser Seite sind die Baudenkmäler in der unterfränkischen Gemeinde Burglauer zusammengestellt. Diese Tabelle ist eine Teilliste der Liste der Baudenkmäler in Bayern. Grundlage ist die Bayerische Denkmalliste, die auf Basis des Bayerischen Denkmalschutzgesetzes vom 1. Oktober 1973 erstmals erstellt wurde und seither durch das Bayerische Landesamt für Denkmalpflege geführt wird. Die folgenden Angaben ersetzen nicht die rechtsverbindliche Auskunft der Denkmalschutzbehörde.

## Baudenkmäler
| Lage                                                            | Objekt                                                                                   | Beschreibung | Akten-Nr.              | Bild           |
| --------------------------------------------------------------- | ---------------------------------------------------------------------------------------- | --- | ---------------------- | -------------- |
| Bündstraße 17 (Standort)                                        | Bildstock                                                                                | Relief mit Herz-Jesu-Darstellung, Sandstein, zweite Hälfte 19. Jahrhundert | D-6-73-186-2 Wikidata  | BW             |
| Vor Drosselweg 2 (Standort)                                     | Kreuzschlepper                                                                           | Freiplastik auf Säule, bezeichnet „1788“ | D-6-73-186-3 Wikidata  | BW             |
| Friedhofstraße (Standort)                                       | Bildstock                                                                                | Am Sockel Relief der Maria vom guten Rat, darüber Säule mit reichem spätbarockem Bildkasten mit Trinitätsrelief, seitlich die Heiligen Dorothea und Margareta, bekrönt von St.-Michaels-Figur, Sandstein, spätbarock, von 1775 | D-6-73-186-4 Wikidata  | weitere Bilder |
| Friedhofstraße 4 (Standort)                                     | Katholische Pfarrkirche St. Petrus und Paulus                                            | Chorturmkirche, viergeschossiger spätgotischer Chorturm in Bruchstein mit Spitzhelm, Turmuntergeschosse 1508, 1661 erhöht, Langhaus nachgotisch in Quadermauerwerk, teilweise verputzt, mit Satteldach, errichtet 1601–03 (Westportal mit reichem Echterwappen bezeichnet „1603“, Inschrifttafel an der Südseite), westliche Erweiterung 1925, Sakristeianbau 1958/59; mit Ausstattung | D-6-73-186-5 Wikidata  | weitere Bilder |
| Friedhofstraße 4, an Turmsüdseite (Standort)                    | Mariengrotte                                                                             | Bezeichnet „1916“ | D-6-73-186-5 Wikidata  | BW             |
| Friedhofstraße 4, an Sakristeiostwand (Standort)                | Steinernes Hochkreuz                                                                     | Zweite Hälfte 18. Jahrhundert | D-6-73-186-5 Wikidata  | weitere Bilder |
| Friedhofstraße 4 (Standort)                                     | Kirchhofmauer                                                                            | Naturstein, im Kern 16. Jahrhundert | D-6-73-186-5 Wikidata  | BW             |
| Friedhofstraße 9 (Standort)                                     | Pforte                                                                                   | Mit geradem Sturz, Sandstein, bezeichnet „1811“, als Bekrönung Kreuzschlepperfigur mit Engel zwischen zwei Kugeln auf Postamenten | D-6-73-186-6 Wikidata  | weitere Bilder |
| Friedhofstraße 13, auf dem Friedhof (Standort)                  | Kreuzweg                                                                                 | 14 Stationen mit Reliefs unter Dreiecksgiebeln, Sandstein, 1850/51 von Michael Arnold | D-6-73-186-29 Wikidata | BW             |
| Friedhofstraße 13, auf dem Friedhof (Standort)                  | Kriegerdenkmal für die Gefallenen des Ersten Weltkriegs in Form einer offenen Wegkapelle | Massiv verputzt mit Sandsteinpilastern, innen Pietàfigur von Glückstein, 1920 | D-6-73-186-28 Wikidata | BW             |
| Friedhofstraße 13 (Standort)                                    | Friedhofskreuz                                                                           | Sandstein, erste Hälfte 19. Jahrhundert | D-6-73-186-7 Wikidata  | BW             |
| Hohnholz, etwa einen Kilometer südwestlich des Ortes (Standort) | Bildstock                                                                                | Sandstein mit in den Bildkasten eingesetzten Kalksteinreliefs, kreuztragender Christus als Halbfigur, Herz-Jesu-Bild, bezeichnet „1901“ | D-6-73-186-20 Wikidata | BW             |
| Hohnholz, am Ende der Jahnstraße (Standort)                     | Bildstock                                                                                | Sandstein mit eingefügtem Kalksteinrelief Christus am Ölberg, 1920 | D-6-73-186-21 Wikidata | BW             |
| Jahnstraße 11, 13, bei der Schule (Standort)                    | Bildstock                                                                                | Mit Pietàrelief, rückwärtig stark verwitterte weibliche Heilige (Barbara?), Sandstein, neugotisch, bezeichnet „1882“ | D-6-73-186-8 Wikidata  | BW             |
| Kirchstraße 2 (Standort)                                        | Bauernhaus                                                                               | Eingeschossiges giebelständiges Fachwerkwohnhaus mit Satteldach, 1603 | D-6-73-186-9 Wikidata  | weitere Bilder |
| Kirchstraße 6 (Standort)                                        | Pforte                                                                                   | Vorhangbogen, Sandstein, 17./18. Jahrhundert | D-6-73-186-31 Wikidata | BW             |
| Kreisstraße NES 54, nach Münnerstadt (Standort)                 | Bildstock                                                                                | Relief: Heilige Familie, Sandstein, klassizistisch, bezeichnet „1812“ | D-6-73-186-19 Wikidata | BW             |
| Kronbirnbaumweg (Standort)                                      | Flurkreuz                                                                                | Holz, Korpus von Nikolaus Weckert 1929, Kreuz und trapezförmiger Rahmen 1972 erneuert | D-6-73-186-24 Wikidata | BW             |
| Martinsplatz (Standort)                                         | Kriegerdenkmal                                                                           | Hoher Sockel mit Inschrifttafel (Kriegsteilnehmer 1870/71) bekrönt von Muttergottesstatue als Patrona Bavariae, Sandstein, 1875, signiert von Josef Müller (Bad Kissingen) | D-6-73-186-25 Wikidata | weitere Bilder |
| Martinsplatz 6 (Standort)                                       | Pforte                                                                                   | Gerader Sturz, Sandstein, bezeichnet „1788“ | D-6-73-186-10 Wikidata | BW             |
| Martinsplatz 14 (Standort)                                      | Hoftor                                                                                   | Verputzte Mauer, Torbogen und Pforte mit geradem Sturz werksteinsichtig, über der Pforte Hausfigurnischen (Madonna und Kreuzschlepper), bezeichnet „1733“ | D-6-73-186-11 Wikidata | weitere Bilder |
| Nähe Kirchstraße, in der Au, auf dem neuen Dorfplatz (Standort) | Bildstock                                                                                | In Form eines von Muschelwerk gerahmten Pietà-Reliefs, Sandstein, barock, zweite Hälfte 17./erste Hälfte 18. Jahrhundert | D-6-73-186-18 Wikidata | weitere Bilder |
| Neustädter Straße 8 (Standort)                                  | Steinkreuz                                                                               | Sockel und Kreuz in rotem, Korpus in hellem Sandstein, bezeichnet „1918“ | D-6-73-186-13 Wikidata | BW             |
| Neustädter Straße 17 (Standort)                                 | Wohnhaus                                                                                 | Eingeschossiger giebelständiger Satteldachbau, massives verputztes Erdgeschoss, Giebel mit Zierfachwerk, 17./18. Jahrhundert | D-6-73-186-12 Wikidata | weitere Bilder |
| Raiffeisenstraße (Standort)                                     | Bildstock                                                                                | Im Hauptfeld Relief der Kreuzigungsgruppe über Feld mit Stifterfamilie, seitlich Petrus und Paulus, rückseitig (stark verwitterter) St. Michael als Seelenwäger, bezeichnet „1713“ und „1720“ | D-6-73-186-14 Wikidata | weitere Bilder |
| Riedweg 3, nahe dem Bahndamm (Standort)                         | Bildstock                                                                                | Relief Marienkrönung, seitlich zwei männliche Heilige (rechts Johannes), rückwärtig heilige Barbara, reich ornamentiert, Sandstein, spätbarock, bezeichnet „1742“, Jakob Bindrim zugeschrieben, Bekrönung mit Christus als Guter Hirte von Erneuerung 1985 | D-6-73-186-17 Wikidata | BW             |
| Vinzenziusstraße 12 (Standort)                                  | Hofmauer mit Tor und Pforte                                                              | Bezeichnet „1708“, als Bekrönung drei Heiligenstatuen, Sandstein, seitlich vor der Mauer Hochkreuz, Sandstein, 19. Jahrhundert | D-6-73-186-16 Wikidata | BW             |
| Vinzenziusstraße 22 (Standort)                                  | Herz-Jesu-Statue                                                                         | Auf Blockaltarsockel, Sandstein, um 1900 | D-6-73-186-27          | BW             |
| Windheimer Weg, Abzweigung Buhleitenweg (Standort)              | Bildstock                                                                                | Reliefs: Kreuzigungsgruppe und Heilige Familie, reicher neugotischer Schmuck, Sandstein, bezeichnet „1892“ | D-6-73-186-23 Wikidata | BW             |
| Windheimer Weg; an der Straße nach Windheim (Standort)          | Bildstock                                                                                | Reliefs: Heilige Familie und Heilige Barbara, Sandstein, 1921 | D-6-73-186-22 Wikidata | BW             |
| Wiesenweg (Straße nach Reichenbach) ()                          | Bildstock                                                                                | Säule auf Postament, Reliefaufsatz mit Pietà und Kreuzigung, Ohrmuschelstil, historistisch, um 1900 | D-6-73-186-32          |                |
| Wiesenweg (Straße nach Reichenbach) ()                          | Bildstock                                                                                | Säule auf Postament und Reliefaufsatz mit Kreuzigungsgruppe zwischen Petrus und Paulus, rückwärtig Vesperbild, Sandstein, 1914 von F. Kiesel (Nüdlingen) | D-6-73-186-15          |                |

## Abgegangene Baudenkmäler
In diesem Abschnitt sind Objekte aufgeführt, die früher einmal in der Denkmalliste eingetragen waren, jetzt aber nicht mehr existieren, z. B. weil sie abgebrochen wurden. Aktennummern in diesem Abschnitt sind ehemalige, jetzt nicht mehr gültige Aktennummern.

| Lage                    | Objekt                  | Beschreibung                 | Akten-Nr.             | Bild |
| ----------------------- | ----------------------- | ---------------------------- | --------------------- | ---- |
| Bündstraße 5 (Standort) | Pforte mit Vorhangbogen | Sandstein, bezeichnet „1579“ | D-6-73-186-1 Wikidata | BW   |